# Dostoevskij (Fernsehserie)
Dostoevskij (Originaltitel: Dostoevsky) ist eine italienische Miniserie von Damiano und Fabio D’Innocenzo aus dem Jahr 2024. Das sechsteilige Fernsehproduktion handelt von einem italienischen Polizisten, der sich auf die gefährliche Suche nach dem titelgebenden Serienmörder begibt. Die Hauptrolle übernahm Filippo Timi. Die Weltpremiere fand Mitte Februar 2024 im Rahmen der 74. Berlinale statt. Eine reguläre Fernsehausstrahlung ist unter anderem in Italien, Deutschland, Österreich und der Schweiz durch Sky Atlantic HD geplant.

## Handlung
Rom im Winter: Ein skrupelloser Serienmörder geht in der Stadt um. Dieser hat den Spitznamen Dostoevskij in Anlehnung an den gleichnamigen russischen Schriftsteller erhalten. Grund dafür sind seine Briefe voller grausamer Details, die er an den Tatorten hinterlässt. Mit der Suche nach dem Mörder wird Enzo Vitello betraut. Der Polizist blickt auf eine bewegte Vergangenheit zurück. Von den Worten des Serienkillers verfolgt, begibt er sich allein auf die gefährliche Suche nach Dostoevskij.

## Hintergrund

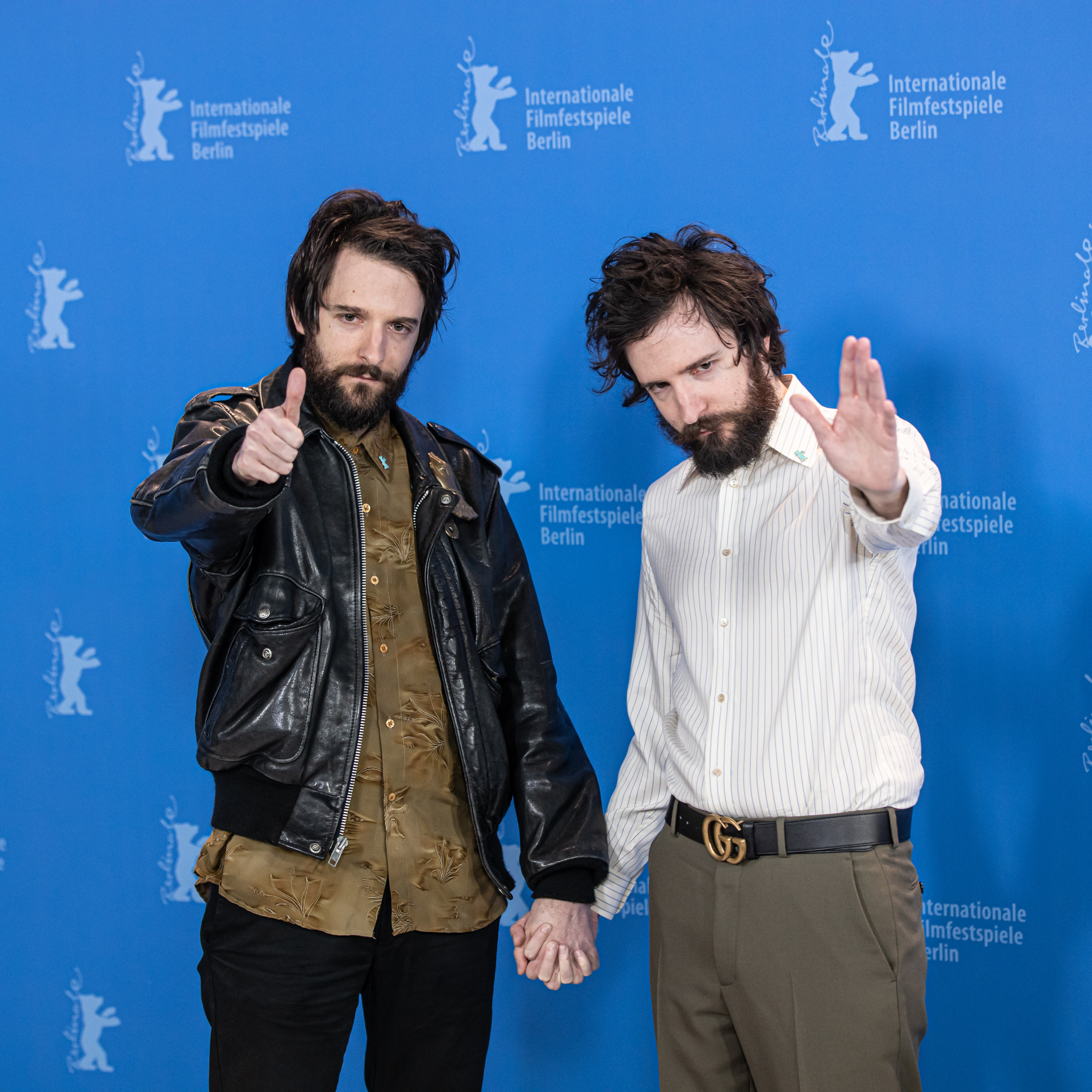
Damiano und Fabio D’Innocenzo (2020)

Dostoevskij ist die erste Fernsehserie der bisher nur für das Kino tätigen preisgekrönten Filmregisseure und Drehbuchautoren Damiano und Fabio D’Innocenzo. Sie fassten die Handlung wie folgt zusammen:

„Dostoevsky ist die Geschichte eines Mannes, eines Polizisten, eines Geistes, eines Winters, einer Tochter, eines Freundes, des Endes eines Freundes, eines Flusses, eines Mörders, eines glitzernden Fisches, einer gebrochenen Hand, einer verlassenen Tochter, einer Darmspiegelung, eines Batterieladegeräts, eines geschätzten Kollegen, eines Waisenkindes, eines Waisenhauses, einer Schwangerschaft, einer verlorenen Tochter, eines jüngeren Kollegen, eines Auges, das in einem Waschbecken gewaschen wird, einer Krankheit. Dostoevsky ist die entscheidende Schlacht zwischen all diesen Elementen in der Welt.“

Für die Hauptrolle des Polizisten Enzo Vitello wurde Filippo Timi verpflichtet, der das erste Mal mit dem Brüderpaar zusammenarbeitete. In weiteren Rollen traten Gabriel Montesi, Carlotta Gamba und Federico Vanni auf. Montesi und Gamba hatten bereits zuvor an Filmprojekten der D’Innocenzos mitgewirkt.
Die Dreharbeiten fanden ab Oktober bis Ende des Jahres 2022 in Rom statt. Verantwortlicher Kameramann war Matteo Cocco, der international mit dem italienischen Spielfilm Hidden Away (2020) auf sich aufmerksam gemacht hatte und das erste Mal für die D’Innocenzos arbeitete. Für den Schnitt war Walter Fasano zuständig, der bereits an dem Spielfilm America Latina (2021) des Brüderpaares mitgewirkt hatte.
Es handelt sich um die zweite Serie die exklusiv von Sky Italia in Italien produziert wurde. Ebenfalls beteiligt war das römische Unternehmen Paco Cinematografica.
Um die internationalen Verwertungsrechte kümmert sich NBCUniversal Global Distribution.

## Veröffentlichung
Dostoevskij wurde am 18. Februar 2024 bei den Internationalen Filmfestspielen Berlin in der Sektion Berlinale Special uraufgeführt.
Eine reguläre Fernsehausstrahlung im Vereinigten Königreich, Irland, Italien, Deutschland, Österreich und der Schweiz ist durch Sky Atlantic HD und dessen Streamingservice geplant.